# Nadie está solo
Nessuno è solo (Versión italiana) / Nadie está solo (Versión española) es el tercer álbum del cantante italiano Tiziano Ferro, después de Rosso relativo/Rojo relativo (2002) y 111: Centoundici/111: Ciento once (2003), lanzado a la venta en el 2006. El título es extraído de una canción contenida en el álbum: Già ti guarda Alice. Es un álbum diverso y particular respecto a los anteriores, con algunas canciones de un pop melódico (como Ed ero contentissimo/Y estaba contentísimo), y otras que vagamente recuerdan a la música disco de los años 80 (como Stop! Dimentica/Stop! Olvídate).

## Lista de canciones
| Nessuno è solo |                                             |          |  |
| N.º            | Título                                      | Duración |  |
| 1.             | «Tarantola d'Africa»                        | 4:36     |  |
| 2.             | «Ti scatterò una foto»                      | 4:31     |  |
| 3.             | «Ed ero contentissimo»                      | 4:11     |  |
| 4.             | «Stop! Dimentica»                           | 3:49     |  |
| 5.             | «E fuori è buio»                            | 3:40     |  |
| 6.             | «Salutandotiaffogo»                         | 3:41     |  |
| 7.             | «E Raffaella è mia»                         | 3:13     |  |
| 8.             | «La paura che…»                             | 3:59     |  |
| 9.             | «Baciano le donne (feat. Biagio Antonacci)» | 3:09     |  |
| 10.            | «Già ti guarda Alice»                       | 4:08     |  |
| 11.            | «Mio fratello»                              | 16:41    |  |
| 55:38          |                                             |          |  |

| Nadie está solo |                                               |          |  |
| N.º             | Título                                        | Duración |  |
| 1.              | «Tarántula de África»                         | 4:40     |  |
| 2.              | «Te tomaré una foto»                          | 4:33     |  |
| 3.              | «Y estaba contentísimo»                       | 4:13     |  |
| 4.              | «Stop! Olvídate»                              | 3:49     |  |
| 5.              | «Y está oscuro»                               | 3:43     |  |
| 6.              | «Despidiendoteahogo»                          | 3:43     |  |
| 7.              | «Y Raffaella es mía»                          | 3:15     |  |
| 8.              | «El miedo que…»                               | 4:00     |  |
| 9.              | «Baciano le donne (feat. Biagio Antonacci)»   | 3:09     |  |
| 10.             | «Già ti guarda Alice»                         | 4:08     |  |
| 11.             | «Mio fratello»                                | 16:41    |  |
| 12.             | «Mi credo (Bonus track - feat. Pepe Aguilar)» | 5:11     |  |
| 13.             | «Stop! Dimentica (Bonus track)»               | 3:49     |  |
| 1:04:55         |                                               |          |  |

## Curiosidades
- La canción Stop! Dimentica/Stop! Olvídate está basada en la canción "One Word" de Kelly Osbourne
- La canción Mio fratello está dedicada a su hermano Flavio, la canción Già ti guarda Alice a su pequeña sobrina y la canción E Raffaella è mia/Y Raffaella es mía a la cantante Raffaella Carrà
- La única canción de este álbum que no es de su autoría es E fuori è buio/Y está oscuro
- Al final del Mio fratello hay un Hidden track en el cual se escucha a Ferro a la edad de 7 años cantar canciones escritas por él.
- El cantante comentó que el disco está basado en sus propios miedos